# Madisyn Shipman
Madisyn Shipman (Kings Mountain, 20 november 2002) is een Amerikaanse televisieactrice. Ze is bekend geworden door haar rol als Kenzi in Nickelodeons Game Shakers.

## Biografie
Shipman speelde sketches in Saturday Night Live vanaf 2009. Ze kreeg een rol op Broadway in een productie van Enron, geregisseerd door Rupert Goold. Shipman was ook te zien in reclamespots voor onder andere Kleenex, Blue Cross Blue Shield, Berkeley College, Kodak en My Little Pony.

## Filmografie
| Jaar        | Titel                                    | Rol                  |
| ----------- | ---------------------------------------- | -------------------- |
| 2015 - 2018 | Game Shakers                             | Kenzi Bell           |
| 2015        | Nickelodeon's Ho Ho Holiday              | Zichzelf             |
| 2015 - 2017 | Whisker Haven Tales with the Palace Pets | Blossom (stemacteur) |
| 2016        | Paradise Run                             | Zichzelf             |
| 2018        | Danger Games                             | Kenzi Bell           |